# Tochmouhammad Qori-Niyoziy
Tochmouhammad Qori-Niyoziy (cyrillique ouzbek: Тошмуҳаммад Ниёзович Қори-Ниёziй, russe: Ташмухамед Ниязович Кары-Ниязов, Tashmukhamed Niyazovich Kary-Niyazov), né le 2 septembre 1897 à Khodjent et mort le 17 mars 1970 à Tachkent, est un mathématicien et historien ouzbek. Il est le premier président de l'Académie des sciences de la RSS d'Ouzbékistan.

## Biographie

### Jeunesse
Né à Khodjent le 2 septembre 1897 d'un père cordonnier, il est d'abord scolarisé dans un mekteb, mais n'y reste que moins d'un an en raison des mauvais traitements infligés par l'enseignant. Sa famille déménage ensuite à Skobelev (aujourd'hui Ferghana), où il fréquente une école russe et obtient son diplôme avec d'excellentes notes au milieu des années 1910. En 1917, il devient enseignant dans une école qu'il fonde à Kokand, qui devient rapidement une école régionale. D'abord volontaire pour diriger les écoles du district de Skobelev, il devient directeur du Collège pédagogique ouzbek de Kokand de 1920 à 1925. Quelques années plus tard, il est diplômé de la faculté de physique et de mathématiques de l'université d'État d'Asie centrale à Tachkent, il soutient sa thèse en ouzbek,,.
Sa femme Oishakhon, qu'il épouse en 1920 lors d'une cérémonie musulmane, est l'une des premières enseignantes de la République socialiste soviétique d'Ouzbékistan. Elle le conseille fréquemment dans ses travaux philologiques, notamment pour les premiers dictionnaires ouzbeks qu'ils élaborent ensemble.

### Carrière
Alors qu'il est étudiant à l'université, il est chargé d'enseigner en langue ouzbèke des cours de mathématiques avancés tels que la géométrie analytique. Après avoir obtenu son diplôme, il continue à enseigner les mathématiques de niveau universitaire en langue ouzbèke, devenant le premier Ouzbek à recevoir le titre de professeur en 1931. Cette année-là, il devient membre du parti communiste et, de cette date à 1933, il occupe le poste de recteur de l'université, bien qu'il ne reçoive son doctorat de physique et de mathématiques qu'en 1939. Il devient alors vice-président du Comité de la RSS d'Ouzbékistan pour la science, la culture et l'art, et travaille à la transition de l'alphabet ouzbek vers l'écriture cyrillique. Il consacre également beaucoup de temps à des recherches sur l'histoire de l'Ouzbékistan et sur des travaux universitaires historiques, en particulier sur l'astronomie et l'archéologie. Dans le cadre de ses recherches sur les débuts de l'astronomie dans l'actuel Ouzbékistan, il doit lire de nombreux manuscrits arabes. Outre ses travaux universitaires, il exerce diverses fonctions politiques et est député au Soviet suprême de l'Union soviétique pour les 1re et 2e sessions. Il est également l'auteur de nombreux manuels et articles académiques, dont les premiers manuels de mathématiques en langue ouzbèke et des articles sur la culture et la société ouzbèkes,,,.

### Seconde Guerre mondiale
En juin 1941, il dirige avec Mikhaïl Guerassimov une expédition scientifique pour examiner le tombeau de Tamerlan à Samarcande. Selon une légende locale, une inscription sur la tombe menaçait de provoquer une catastrophe à quiconque l'ouvrirait, et peu après son ouverture, l'Allemagne nazie commence à envahir l'Union soviétique. En 1942, après la réinhumation de la dépouille selon les rites musulmans, certains en Ouzbékistan ont attribué la victoire soviétique lors de la bataille de Stalingrad à ce réenterrement,,.
Après l'invasion allemande de l'Union soviétique, son fils unique Shavkat demande à partir au front avec l'Armée rouge. Doué en mathématiques comme son père, il est choisi pour l'école d'artillerie. Après avoir survécu à la guerre, Shavkat obtient un diplôme de l'Académie militaire F.E. Dzerzhinky et suit les traces de son père en faisant carrière dans les mathématiques, mais en se spécialisant dans la balistique et la technologie des fusées.
Lorsque l'Académie des sciences de la RSS d'Ouzbékistan est créée en 1943, Tochmouhammad Qori-Niyoziy en devient le premier président, poste qu'il occupe jusqu'en 1947..

### Après la guerre
En 1946, Tochmouhammad Qori-Niyoziy devient professeur à l'Institut des ingénieurs et de la mécanisation agricole de Tachkent. Il reçoit le prix Staline pour son article intitulé L'école astronomique d'Oulugbek. En 1954, il devient membre de l'Union astronomique internationale, en 1967, il devient membre correspondant de l'Académie internationale d'histoire des sciences et, la même année, le 1re septembre, il reçoit le titre de Héros du travail socialiste pour son travail de promotion de l'enseignement en République socialiste soviétique d'Ouzbékistan. Il est notamment rédacteur en chef du magazine scientifique ouzbek Fan va turmush et vice-président du conseil de préservation des monuments historiques et culturels d'Ouzbékistan. Dans le cadre de son travail, il se rend dans plusieurs pays étrangers, dont l'Afghanistan, la Bulgarie, l'Inde, l'Italie et le Japon. Il meurt le 17 mars 1970 et est enterré au cimetière de Chigatsky,,.

## Prix et distinctions
- Scientifique émérite de la RSS d'Ouzbékistan (1939)[1]
- Trois Ordres de Lénine (4 novembre 1944, 1er mars 1965, 1er septembre 1967)
- Trois Ordres du Drapeau Rouge du Travail (23 novembre 1946, 16 janvier 1950, 27 octobre 1953)
- Prix Staline (1952)
- Héros du travail socialiste (1re septembre 1967)
- Prix d'État al-Biruni de la RSS d'Ouzbékistan dans le domaine de la science et de la technologie (1970)
- Ordre du mérite exceptionnel de l'Ouzbékistan (2002, à titre posthume)[12]